# Matagne-la-Petite
Matagne-la-Petite (en wallon Matagne-li-Ptite) est une section de la commune belge de Doische située en Wallonie dans la province de Namur.
C'était une commune à part entière avant la fusion des communes de 1977.
Bornée au Nord par Sart-en-Fagne, à l'Est par Romerée, au sud par Treignes et à l'Ouest par Matagne-la-Grande. La commune comptait 222 habitants en 1976, à la veille des fusions de communes.

## Étymologie
Le nom de Matagne trouverait son origine dans le mot germanique matta signifiant buisson[réf. nécessaire].

## Évolution démographique
- Source: DGS, 1831 à 1970=recensements population, 1976= habitants au 31 décembre

## Histoire
Matagne-la-Petite, adjacente à Matagne-la-Grande, hérite aussi du résultat de fouilles sur des sites gallo-romains dans les années 1970, un objet affilié semble-t-il à un personnage du nom de Mata donne une dimension supplémentaire au nom.
Les carmélites transformèrent considérablement les lieux en édifiant de très importantes constructions à l'arrière du château.
Après une campagne très importante de travaux dans les années 1990, les carmélites léguèrent le château à l'UCL, qui en fit un centre de séminaire.
L'UCL vendit enfin le château à l'administration communale de Doische en 2010, qui y installa plusieurs centres d'activité.
Sur le territoire de Matagne-la-Petite se voient encore des reliquats de plusieurs sites archéologiques, dont une villa gallo-romaine, dont le tracé des fondations est visible à l’œil nu lors des périodes très sèches.

## Patrimoine

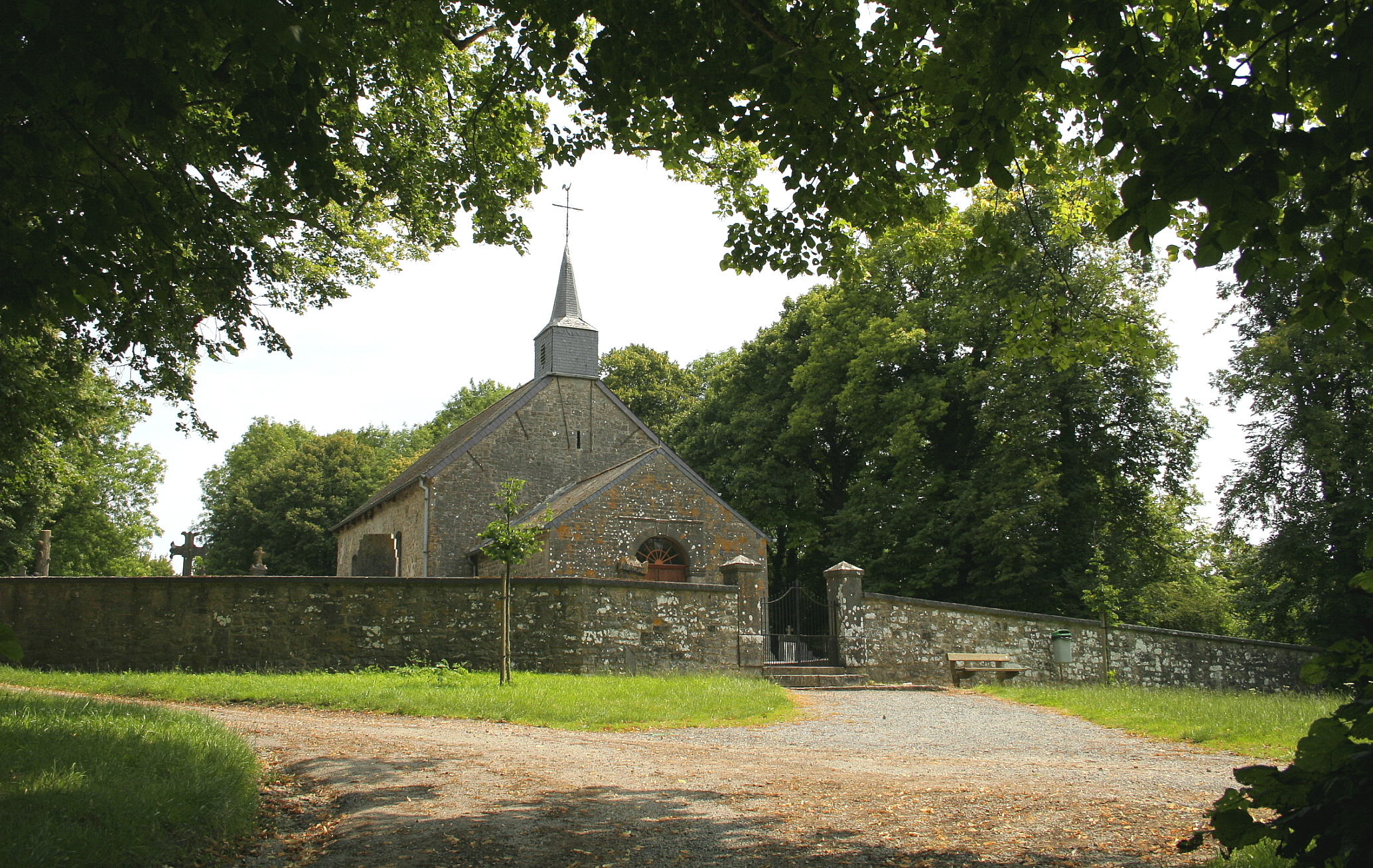
La chapelle romane Saint-Hilaire (XIIe siècle) et sa ceinture de tilleuls à petites feuilles.

- Église Saint-Rémi. Rebâtie en 1846 en style néo-classique[1].
- Ancien presbytère de style néo-classique situé rue Philippe Buchez[2].
- La chapelle Saint-Hilaire, chapelle romane du XIe siècle (à l'exception de son porche construit au XIXe siècle), située un peu à l'écart du village, possède un plafond décoré en icônes diverses de grande qualité, œuvre de Charles Choiset datant de 1635. Cette chapelle marque aussi le lieu d'un village à présent disparu du nom d'Ossogne.
- Le château de Matagne-la-Petite fut la propriété de la famille de Hamal, déjà propriétaire du château de Vierves-sur-Viroin, jusqu'au 12 août 1794. Vendu comme bien national, il est acquis par André Robert, frère aîné du conventionnel Pierre-François-Joseph Robert qui en devient le propriétaire avec son épouse, Louise-Félicité de Kéralio, jusqu'en 1810. Le château fut ensuite acheté par Pierre-Antoine Renson, dont la famille occupa les lieux jusque dans les années 1920, date à laquelle il fut vendu à des carmélites venues de France qui s'y installeront en 1924.

## Personnalité
Le docteur Philippe Buchez (1796-1865) qui présida l'Assemblée nationale en 1848 et fut maire-adjoint de Paris y a sa maison. Il est considéré comme l'un des grands socialistes chrétiens.